# Quasi gol (programma televisivo)
Quasi gol era un programma televisivo che andava in onda su Disney Channel, condotto da Marco Cattaneo e Teresa.
La trasmissione è divisa in varie rubriche: 
- Sfida, in cui due ragazzi si sfidano a colpi di palleggi, calci di rigore e dribbling;
- Faccia di pallone, nella quale i ragazzi, seguendo gli indizi del conduttore, devono indovinare l'identità misteriosa di un calciatore;
- Il sogno, in cui un ragazzo realizza il suo sogno di incontrare il proprio calciatore preferito;
- Top Five, nella quale vengono mostrati i migliori gol della settimana;
- Calcio da ridere, in cui vengono trasmessi alcuni situazioni divertenti o imbarazzanti accaduti nelle partite della settimana.

Il programma ha avuto due stagioni. Nel 2005 non ve n'è stata una terza a causa della decisione da parte di Disney Channel di non produrre più programmi live action.